# Gyalshing
Gyalshing är en ort i Indien.   Den ligger i distriktet med samma namn och delstaten Sikkim, i den nordöstra delen av landet, 1 100 km öster om huvudstaden New Delhi. Gyalshing ligger 1 266 meter över havet och antalet invånare är 869.